# جورج آر. هنت
جورج آر. هنت (23 مارس 1873 - 22 أغسطس 1960) (بالإنجليزية: George R. Hunt)‏ هو لاعب كريكت بريطاني وبريطاني (وحمل سابقاً جنسية المملكة المتحدة لبريطانيا العظمى وأيرلندا). لعب مع نادي مقاطعة سومرست للكريكت ‏.